# Là su quei monti
Là su quei monti è un canto partigiano sull'aria di "Là su quei monti c'è un'osteria", veniva cantata dalle Brigate Giustizia e Libertà che operavano nel cuneese.